# Содом (Саратовская область)
Содом (ранее Большой Содом) — село в Базарно-Карабулакском районе Саратовской области России. Входит в состав Свободинского муниципального образования.

## География
Село расположено на левом берегу малой реки Елшанка (приток Узы) в 15 км к северу от посёлка Свободный, в 20 км от Базарного Карабулака и в 105 км от Саратова.
Имеется подъездная дорога с юга от Свободного и тупиковая местная дорога на запад к Хмелёвке.

## Население
| 2002 | 2010 |
| ---- | ---- |
| 346  | ↘281 |

Национальный состав: русские — 92 %.

## История
Основано в 1789 году. Первая школа открыта в 1873 году.
Прежнее название, Большой Содом, было парным прежнему названию соседнего населённого пункта, Хмелёвки (Малый Содом).
В годы перестройки первая часть названия была упущена, некоторое время село называлось просто Содом. В 2001 году название Большой Содом было восстановлено. В 2008 село вновь переименовано в Содом.

## Инфраструктура
Общеобразовательная школа, детский сад.

## Этимология
Слово «Содом» в названии ряда населённых пунктов Поволжья закрепилось по инициативе официальной церкви из-за религиозных противоречий с первыми жителями, зачастую староверами, которых обвиняли в «язычестве». До конца XX века соседняя деревня Хмелёвка носила название Малый Содом.